# Förenade arabemiratens herrlandslag i fotboll
Förenade arabemiratens herrlandslag i fotboll spelade sin första landskamp den 17 mars 1972 i Saudiarabien och slog Qatar med 1-0 under Gulfcupen.

## Meriter
- VM: 1990
- Asiatiska mästerskapet:
  - Finalist 1996
  - Brons 2015